# Türkvizyon 2017
Türkvizyon 2017 (türkisch Türk Dünyası Türkvizyon Şarkı Yarışması 2017) sollte der vierte Türkvizyon Song Contest sein. Die Show sollte ursprünglich Ende 2016 in Istanbul in der Türkei stattfinden, wurde dann aber aufgrund der innerpolitischen Situation als Folge des Putschversuchs im Juli 2016 verschoben und später wegen eines Gerichtsstreits bezüglich der Rechte des Wettbewerbs vorerst abgesagt.

## Austragungsort
Zum Austragungsort wurde Astana, die Hauptstadt Kasachstans, bestimmt. Austragungsort wäre die Radrennbahn Saryarka Velodrome gewesen, die knapp 10000 Zuschauerplätze erfassen kann.

## Teilnehmer
26 Länder und Regionen hatten ihre Teilnahme bestätigt, was einen neuen Teilnehmerrekord bedeutet hätte. Die russischen Teilrepubliken und Regionen, die 2015 durch die politische Krise zwischen Russland und der Türkei an der Teilnahme in Istanbul gehindert wurden, währen 2017 zur Türkvizyon zurückgekehrt.
Die Regionen Dagestan und Stawropol, stellvertretend für die Volksgruppen der Kumyken und Nogaier, sowie die Länder Niederlande, Lettland, Polen, Schweden sowie Moldawien, das bisher nur durch die gagausische Volksgruppe vertreten wurde, wollten debütieren.
Folgende Länder und Regionen bestätigten ihre Teilnahme für 2017:
| Land/Republik          | Sprache               | Interpret           | Lied Musik (M) und Text (T)                | Übersetzung                     |
| ---------------------- | --------------------- | ------------------- | ------------------------------------------ | ------------------------------- |
| Altai                  | Altaisch              |                     |                                            |                                 |
| Aserbaidschan          | Aserbaidschanisch     | Sevinç Beyaz        |                                            |                                 |
| Baschkortostan         | Baschkirisch          | Zilijä Bächtijewa   | Dönyä matur M/T: Zilija Bachtijewa         | Die Welt ist schön              |
| Dagestan               | Kumykisch             | Danijal Harunow     |                                            |                                 |
| Deutschland            | Türkisch, Deutsch     | Seyran              |                                            |                                 |
| Gagausien              | Gagausisch            | Julia Arnaut        | Interne Auswahl                            |                                 |
| Jakutien               | Jakutisch             |                     |                                            |                                 |
| Kabardino-Balkarien    | Karatschai-Balkarisch | Aris Appajew        | Unutma meni M/T: Aris Appajew              | Vergiss mich nicht              |
| Kasachstan (Gastgeber) | Kasachisch            |                     |                                            |                                 |
| Kirgisistan            | Kirgisisch            |                     |                                            |                                 |
| Krim                   | Krimtatarisch         | Alsejda Sejdalijewa | Felegimsin M/T: Diljavera Osmanowa         | Du bist mein Schicksal          |
| Lettland               | Türkisch              | Oksana Bilera       | Yakışıyor bize bu sevgi M/T: Oksana Bilera | Diese Liebe passt zu uns        |
| Moldau                 | Gagausisch            | Polina Stefoglo     | Yallah yallah! M/T: Polina Stefoglo        | Los, los!                       |
| Moskau                 |                       |                     |                                            |                                 |
| Niederlande            | Aserbaidschanisch     | Elcan Rzajew        | Ana vətən M/T: Elcan Rzajew                | Mein Vaterland                  |
| Nordzypern             | Türkisch              |                     |                                            |                                 |
| Rumänien               |                       | Sunai Giolacai      |                                            |                                 |
| Polen                  | Türkisch              | Olga Schimanskaja   | Masal gibi bu dünya M/T: Olga Schimanskaja | Die Welt ist wie eine Erzählung |
| Sandžak                | Serbisch              |                     |                                            |                                 |
| Schweden               | Aserbaidschanisch     | Arghavan            | Dirçəliş M/T: Ylva Persson, Linda Persson  | Wiederbelebung                  |
| Stawropol              | Nogaisch              |                     |                                            |                                 |
| Tatarstan              | Tatarisch             | Yamle               |                                            |                                 |
| Türkei                 | Türkisch              |                     |                                            |                                 |
| Tuwa                   | Tuwinisch             |                     |                                            |                                 |
| Ukraine                | Gagausisch            | Natalia Papazoğlu   | Tikenli yol M/T: Natalia Papazoğlu         | Ein stacheliger Weg             |
| Belarus                | Aserbaidschanisch     | Svetlana Agarval    | Meni anla M/T: Svetlana Agarval            | Verstehe mich                   |

## Bala Türkvizyon Song Contest 2017

Länder, die ihre Teilnahme bestätigt haben
Länder, die Teilnehmer und/oder Beitrag bereits ausgewählt haben

Auch 2017 hätte es ein Ableger für Kinder vom Alter von acht bis 15 Jahren stattfinden sollen, genannt Bala Türkvizyon.

### Teilnehmerliste
Die folgenden 11 Länder und Regionen hatten ihre Teilnahme bestätigt:
| Land/Republik          | Sprache           | Interpret           | Lied Musik (M) und Text (T)         | Übersetzung           |
| ---------------------- | ----------------- | ------------------- | ----------------------------------- | --------------------- |
| Aserbaidschan          | Aserbaidschanisch | Aydan Ilxasade      |                                     |                       |
| Dagestan               | Kumykisch         | Karim Salavatow     |                                     |                       |
| Jakutien               | Jakutisch         |                     |                                     |                       |
| Kasachstan (Gastgeber) | Kasachisch        |                     |                                     |                       |
| Krim                   | Krimtatarisch     | Regina Vosika       |                                     |                       |
| Rumänien               | Türkisch          | Alessia Duran Selma |                                     |                       |
| Sandžak                | Serbisch          |                     |                                     |                       |
| Stawropol              | Nogaisch          | Madina Kartakajewa  | Altyn ordam M/T: Madina Kartakajewa | Meine goldenen Horden |
| Türkei                 | Türkisch          |                     |                                     |                       |
| Ukraine                | Gagausisch        | Ljudmila Basadschi  | Bir aylä M/T: Ljudmila Basadschi    | Eine Familie          |
| Belarus                | Türkisch          | Ruslana             | Benim adım güneş M/T: Ruslana       | Mein Name ist Sonne   |